# Glenea albosignatipennis
Glenea albosignatipennis là một loài bọ cánh cứng trong họ Cerambycidae.